# Núi Aino
Núi Aino (間ノ岳 Aino-dake), hoặc Ainodake, là một đỉnh núi thuộc dãy núi Akaishi−Alps phía nam, tại vườn quốc gia Minami Alps, Nhật Bản.

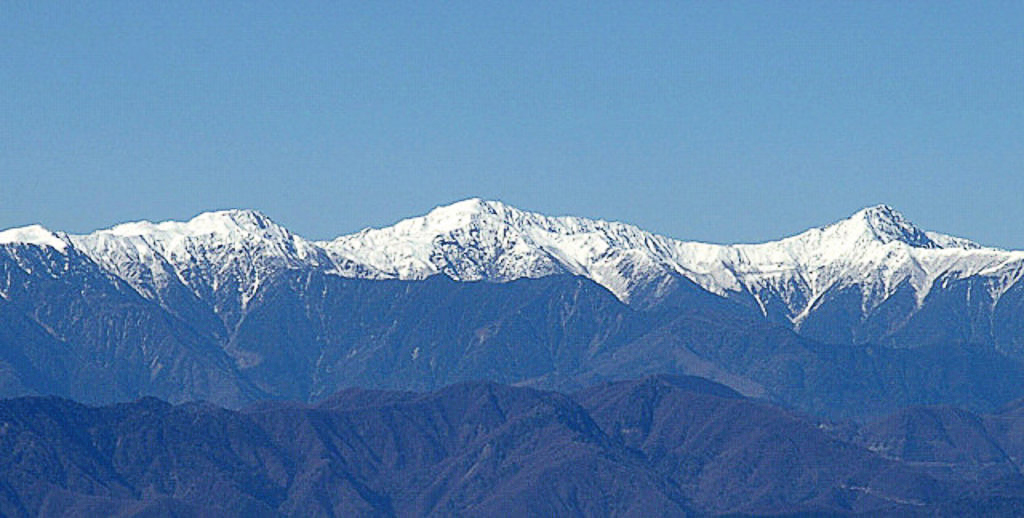
Shiranesanzan (từ trái sang phải: núi Nōtori, núi Aino, núi Kita), nhìn từ núi Kenashi ở tỉnh Shizuoka (tháng 11 năm 2006)

Núi cao 3.189 m (10.463 ft), là núi cao thứ 4 tại Nhật và cao thứ nhì tại dãyy núi Akaishi. Đỉnh núi nằm trên ranh giới của Aoi-ku và Shizuoka ở tỉnh Shizuoka và của Minami-Alps ở tỉnh Yamanashi.
Núi Aino là một trong 100 núi nổi tiếng Nhật Bản.